# 皇足穂命神社 (信州新町)
皇足穂命神社（すめたるほのみことじんじゃ）は、長野県長野市 信州新町里穂刈字穂刈沖287-1にある神社。

## 概要
『延喜式』の式内社には「白玉足穂命神社」が見え、白玉は「皇」のことと考えられる。他に皇足穂命を称する神社には飯縄神社（富田荒安）と豊受神社（穂刈）がある。創建の年は不明だが、穂刈郷の皇足山（後に虚空蔵山へと改称）に勧請して皇足穂命神社と呼んでいた。万寿4年（1027年）に大風雨によって山の東南が崩れて古木や社殿が悉く倒壊したため、長元元年（1028年）8月に穂刈平へと遷祀して再現した。天正12年（1584年）に犀川が氾濫した際も被害を受けた。再興し穂刈村の氏神として崇敬が厚かったものの、寛保年間に再び犀川の氾濫によって被害を受け、神社に伝わる旧記や宝物が流されてしまった。ただし、天正4年（1576年）2月付の古鈴は現存している。また、矛4振、太刀1腰、剣1口、神鏡1面を所有している。菅江真澄が参拝した際には、「安らけくその焼鎌のとかまもてほかりの郷をはらふ皇神」「行末はなほさかゆらん秋の田のとみてたるほの神ぞますます」と歌を詠んだ。明治5年（1872年）には社領1石を有し、里穂刈西村に281戸の氏子がいたが、現在は59戸に減少した。